# Алешина (приток Пары)
Алешина — река в России, протекает в Сараевском районе Рязанской области. Левый приток Пары.

## География
Река берёт начало у села Одоевщина. Течёт на северо-восток по открытой местности. Устье реки находится у села Сысои в 122 км по левому берегу реки Пары. Длина реки составляет 21 км, площадь водосборного бассейна 110 км².

## Данные водного реестра
По данным государственного водного реестра России относится к Окскому бассейновому округу, водохозяйственный участок реки — Ока от города Рязань до водомерного поста у села Копоново, без реки Проня, речной подбассейн реки — бассейны притоков Оки до впадения Мокши. Речной бассейн реки — Ока.
Код объекта в государственном водном реестре — 09010102212110000026000.